# Estevan Fernandiz Barreto
Estevan Fernandiz Barreto (Barreiro) fue un trovador portugués del siglo XIII, autor de lírica gallego-portuguesa.

## Biografía
Pertenece a un linaje de infanzones instalados entre los ríos Duero y Miño, es hijo del caballero Fernan Gomes Barreto – documentado en la corte de Alfonso III - y de Sancha Pais de Alvarenga. Es primo de los también trovadores Johan Vello de Pedrogaez y Fernan Rodriguez Redondo. Aparece documentada su boda en el Livro de Linhagens y figura en él como testigo en una donación del municipio de Santarén al rey Don Dinís entre 1290 y 1294, precisamente sobre esa época y ciudad se desarrolla la cantiga que se conserva.

## Obra
Se conserva una cantiga de escarnio o maldecir recopilada en el Cancionero de la Biblioteca Vaticana y en el Cancionero de la Biblioteca Nacional de Lisboa.